# Dario Dentale
Dario Dentale (født 26. oktober 1982 i Castellammare di Stabia) er en italiensk tidligere roer.
Ved OL 2004 i Athen deltog Dentale i firer uden styrmand sammen med Lorenzo Porzio, Luca Agamennoni og Raffaello Leonardo. I det indledende heat blev italienerne nummer to, hvorpå de blev nummer tre i semifinalen. I finalen var Storbritannien stærkest og vandt guld, mens Canada under en tiendedel sekund bagefter blev toer og Italien et pænt stykke derefter blev treer.
Dentale kom derpå med i den italienske otter og var med til at vinde to VM-sølvmedaljer i 2005 og 2006. Ved OL 2008 i Beijing erstattede han Giuseppe De Vita i toer uden styrmand i B-finalen, hvor den anden var Rafaello Leoardo. Han indstillede karrieren i 2010.

## OL-medaljer
- 2004:  Bronze i firer uden styrmand